# Kłynci
Kłynci (ukr. Клинці) – wieś na Ukrainie, w obwodzie kirowohradzkim, w rejonie kropywnyckim, w hromadzie Perwozwaniwka. W 2001 liczyła 840 mieszkańców.